# قطعنامه ۱۳۷۷ شورای امنیت
قطعنامه  ۱۳۷۷ شورای امنیت سازمان ملل متحد که در تاریخ ۱۲ نوامبر ۲۰۰۱ تصویب شد، سندی بین‌المللی دربارهٔ تهدید صلح و امنیت بین‌المللی ناشی از اقدامات تروریستی است. این قطعنامه طی نشست ۴۴۱۳ام با ۱۵ رای موافق، ۰ مخالف و ۰ ممتنع تصویب شد.